# Peloscolex heterochaetus
Peloscolex heterochaetus är en ringmaskart som beskrevs av Wilhelm Michaelsen. Peloscolex heterochaetus ingår i släktet Peloscolex och familjen glattmaskar. Inga underarter finns listade i Catalogue of Life.